# Транс (музика)
Транс (англ. Trance) — напрямок електронної музики, що з'явився в 1990-х роках у Німеччині.

## Загальна характеристика
Зазвичай характеризується темпом між 130 і 150 bpm, наявністю повторюваних мелодійних виразів та музичною формою, яка наростає та спадає протягом музичного твору. Транс — це комбінація низки напрямків електронної музики: ембієнту, техно і хаузу. Іноді застосовується вокал. Транс отримав назву через повторювані з деякими трансформаціями пульсуючі мелодичні структури, які, очевидно, мають ввести слухача у стан трансу. Оскільки сучасний процес написання трансу часто пов'язаний з електронними пристроями звукозапису, його можна віднести до електронної музики.

## Історія
Перші пісні в цьому стилі з'явились як похідні від acid, техно і рейву, хоча гіпнотичний транс-музики вже зустрічався і раніше в роботах Джорджо Мородера і Жана-Мішель Жарра ще наприкінці 1970-х років. Великий вплив на майбутню форму наклала пісня «The KLF — What Time Is Love», а також різновиди музики техно і хауз і також поп-музики, чіл-ауту, хардкору, і навіть класичної музики.
Одним з перших всесвітньо популярних трансових треків роботи були: вік групи Age of Love авторства Dance 2 Trance. Цей трек послужив основою стилю для трансу. Згодом транс переживе бурхливий розвиток. Ранній транс справив значний вплив на acid, де панували Art of Trance, Emmanuel Top, Hardfloor та Union Jack.
Звук нині відомого трансу сформовано значною мірою завдяки Полу ван Дайку (зокрема, його «For An Angel» з дебютного альбому) і Роберту Майлзу («Children» з дебютного альбому «Dreamland»). Обидві пісні вважаються одними з найкращих представників жанру, а «Children» посіли вершини багатьох хіт-парадах і навіть досі їх можна почути на радіо у вигляді реміксів або оригіналу. Багато з пізніших робіт наслідувати стиль треку, формуючи остаточну стилістику трансу.
Транс увійшов в мейнстрім танцювальної музики наприкінці 1990-х.
В 2010-х транс досі вважається одним з трьох найпопулярніших стилів електронної танцювальної музики поряд з хаузом і техно. На його основі створено і споріднені жанри: прогресив, goa і психоделік. Від техно транс відрізняє активніше використання синтезаторів і більший акцент на мелодії.
В Україні трансова музика набирає популярність з 2000-х років. Станом на початок 2010-х близько половини музикантів, творчість яких була предлставлена на порталі Topdj.ua писали трансову музику. У 2010 та 2012 роках Київ приймав міжнародний фестиваль  A State of Trance (ASOT). Серед  українських музикантів, що здобули міжнародне визнання в цьому напрямі - Azotti.

## Особливості стилю

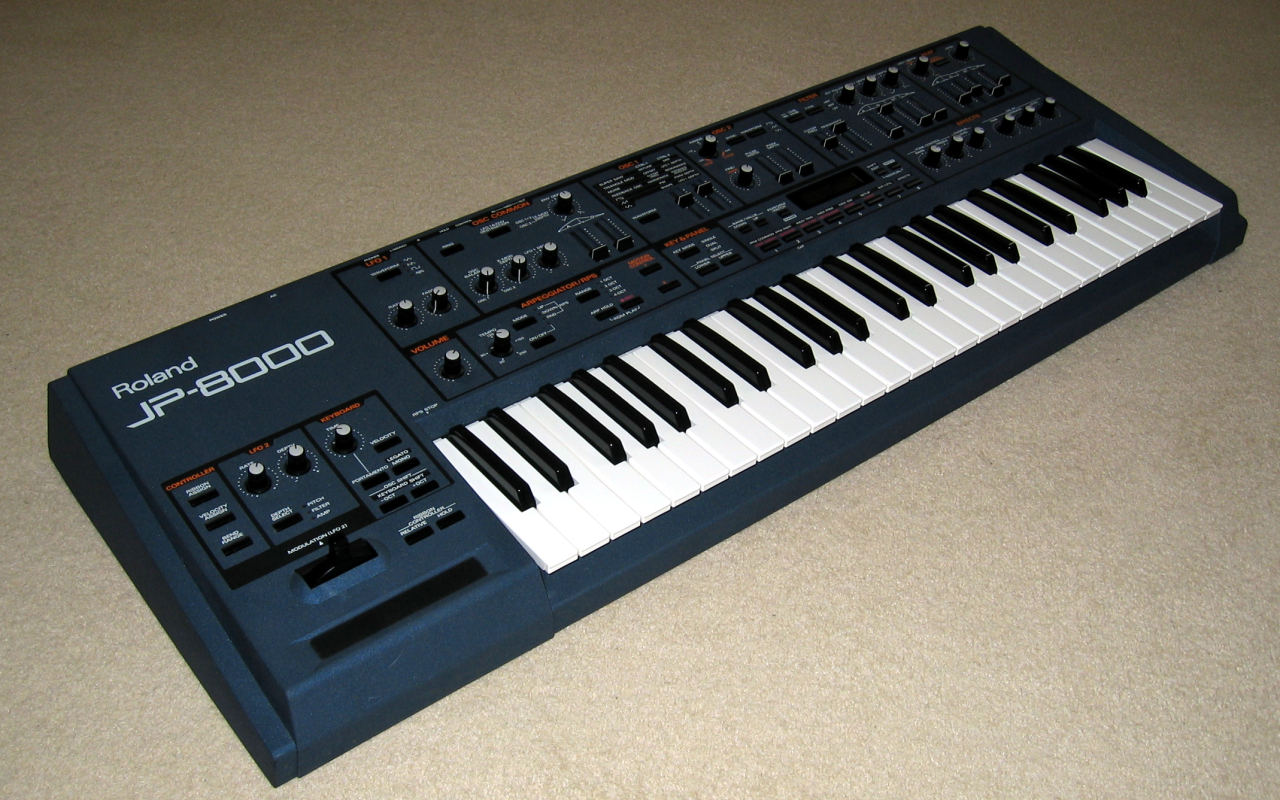
Roland JP-8000, синтезатор, відомий інтеграцією звуку supersaw

Транс — мелодійний і досить вільний стиль музики, на формування і розвиток якого справили найбільшого впливу такі напрямки музики, як індастріал (new wave), електронне техно-диско з Детройта та психоделічна музика сімдесятих.
Трансова музика пишеться в розмірі 4/4 в темпі від 125 до 150 BPM,.  Бас-бочка зазвичай звучить на кожну долю (downbeat), а відкритий хай-хет на вісімку між долями (upbeat). До цього додаються додаткові ударні, і в останні роки великій кульмінаційній зоні часто передують швидкі послідовності ударів малого барабану з поступовим підсиленням гучності і високих частот під кінець такту (т.зв. snare rolls)".
Швидкі арпеджіо, нерідко в мінорі, також є рисою трансу. Трансові композиції зазвичай мають центральний мотив "(hook)", або мелодію, яка проходить майже через всю пісню, повторюючись з інтервалами від 2 до 32 тактів, на додаток до гармонії і мотивів. Окремі інструментальні партії додаються або відключаються кожні 4, 8, 16, або 32 такти.
У розділі перед брейкдауном провідний мотив часто вводиться в скороченій або спрощеній формі, щоб дати глядачам «смакувати» те, що вони почують після брейкдауну. Заключна кульмінація повторює першу із повторенням головної теми.
Як і у випадку з багатьма треками танцювальної музики, трансові композиції зазвичай складаються з більш прозорих по офактурі вступів ("mix-ins") та аутро ("mix-outs") щоб надати можливість діджею зробити плавний перехід від одного треку до іншого.

## Різновиди
Різновидами трансової музики є ейсид-транс, хард-транс, гоа-транс, психоделічний транс, прогресивний транс, і апліфтінг-транс. Апліфтінг-транс, відомий в англомовних країнах також як "гімнічний" або "епічний, зазнав впливу класичної музики і в 2000-х роках розвивався у творчості  Ferry Corsten, Armin Van Buuren, Tiësto, Push, Rank 1, а в творчості Sound Apparel, Andy Blueman та інших поєднувався з оркестровими звучаннями. Близьким до апліфтінг-трансу є євроданс, що стало загальним терміном для широкого спектру комерціалізованої європейської танцювальної музики, і багато в чому продовжує новаторський підхід німецького продюсеру ATB  у синглі "9 PM (Till I Come)". Деякі течії трансу перетинаються з іншими напрямами електронної музики. Наприклад, тех-транс є поєднанням трансу і техно, а вокальний транс "поєднує прогресивні елементи транс] з поп-музикою". Дрім-транс зародився в середині 1990-х у творчості Роберта Майлза, автора треку Children (1996).
Прогресивний транс за визначенням AllMusic : "призвів безпосередньо до більш комерційного, орієнтованого на хіт-паради звуку, до того транс ніколи не втішався найвищими позиціями чартів. Орієнтуючись на плавніший звук євродансу або хаусу (що зрідка більше нагадує Jean-Michel Jarre than Basement Jaxx), прогресивний транс завоював популярність на танцполах Європи на зламі століть. Критики висміювали його за передбачувані брейкдауни і відсутність навичок біт-мікшування, але прогресивний транс був засвоєний найгарячішими діджеями."

## Відомі виконавці
- Above and Beyond
- Армін ван Бюрен
- Azotti
- ATB
- Пол ван Дайк
- Юен Добсон
- Сандер ван Дорн
- Менно де Йонг
- Джон О'Каллаган
- Феррі Корстен
- Крістофер Лоуренс
- Myon & Shane 54
- Ronski Speed
- 4 Strings
- Шон Тайс
- Tiësto
- Маркус Шульц
- W&W